# 嘉寧
嘉寧（かねい）は、五胡十六国時代、成漢の君主李勢の治世で使用された元号。
346年10月 - 347年3月。

## 出来事
- 2年3月：東晋により成漢滅亡。

## 西暦・干支との対照表
| 嘉寧 | 元年  | 2年   |
| 西暦 | 346年 | 347年 |
| 干支 | 丙午  | 丁未  |